# 須賀神社 (岡崎市)

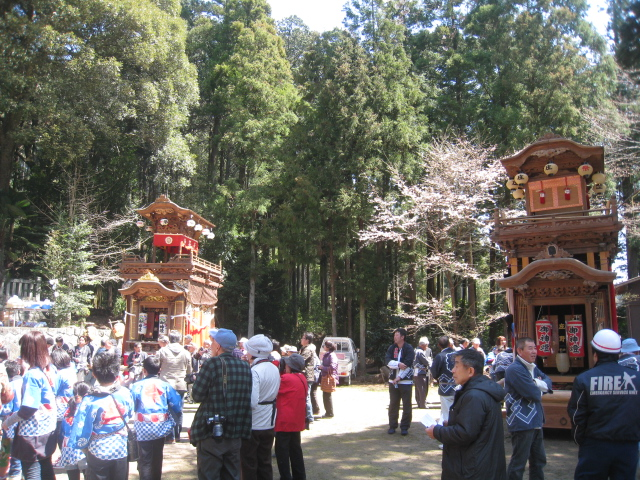
4月第2日曜日に開催される須賀神社大祭

須賀神社（すがじんじゃ）は、愛知県岡崎市樫山町字宮前にある神社。4月の大祭では4台の山車の引き回しが行われる。

## 概要
創立は不詳であるが、棟礼に永正10年（1513年）12月14日の再建とあり、室町時代後期には社殿が整えられたとみられる。1872年（明治5年）10月3日、近代社格制度に基づき村社に列せられる。1907年（明治40年）、神饌幣帛料供進神社に指定された。
1913年（大正2年）、秋葉社を合祀。1918年（大正7年）、豊富村の宮東、西原、大淵にあった迦具土命、猿田彦命、大物主命、宇賀御霊などを合祀。
本殿は虹梁と斗組の絵様の様式から判断して18世紀中期の建物と考えられる。拝殿ならびに覆屋（雨覆）は、棟札によれば1929年（昭和4年）4月13日、棟梁近藤實蔵によって建立されている。
本殿は、桁行二間、梁間一間、二間社流造、こけら葺である。拝殿は、桁行三間、梁間三間、入母屋造、銅板葺き、一間庇付である。